# Соррентське герцогство
Соррентське герцогство (італ. Ducato di Sorrento) — невелике ранньосередньовічне герцогство в італійській Кампанії з центром в місті Сорренто. Утворилось в IX столітті шляхом відокремлення від номінально підвладного Візантії Неаполітанського дукату. Було розташовано в північно-західній частині Соррентійського півострова, решту якого займало утворене тоді ж Амальфійське герцогство. В XI ст. потрапило під контроль норманів. Остаточно незалежність була втрачена в 1137 році, коли герцогство було включено до норманського Сицилійського королівства.

## Історія
Засноване у VII столітті як феод Неаполітанського герцогства, яке на той час ще було частиною Візантійської імперії. У VIII ст. Неаполітанське герцогство поступово стало де-факто автономним від Візантійської імперії, а в 840 році заснувало власну династію Сергієв. У цьому ж році Сорренто, у свою чергу, отримало де-факто незалежність від Неаполітанського герцогства. Обидва герцогства залишалися під владою Візантійської імперії лише номінально.
Перебуваючи на півострові і будучи найменшим і найбільш вразливим з Кампанських герцогств, Сорренто часто змушене було об'єднуватися з сусідами, щоб захистити себе від постійно зростаючої загрози з боку сарацинів .
У 839 Сорренто за підтримки Неаполітанського герцогства успішно чинило опір облозі лангобардського князя Сікарда Беневентського, який роком раніше завоював Амальфі.
У 846 році Сорренто приєдналося до Ліги Кампанії (Lega Campana), що складалась з Неаполя, Гаети, Амальфі і Сорренто. Обєднаний флот Ліги Кампанії переміг в цьому році флот Сарацинів в битві біля Лікози. Влітку 849 року флот Ліги Кампанії, що складалася з кораблів Амальфійського, Гаетанського, Неаполітанського і Соррентського герцогств під керівництвом консула Цезарія, сина герцога Сергія I Неаполітанського, переміг сарацинів, які готувалися висадитися в Остії з наміром здійснити вторгнення та знищити Рим і папство. В битві при Остії християнській Лізі Кампанії допоміг шторм, який повністю знищив сарацинський флот біля узбережжя Остії. Битва при Остії була однією з найвідоміших в історії папства раннього Середньовіччя і прославлена у відомій фресці Рафаеля, написаній його помічником Джуліо Романо у Ватиканському палаці.
Правителі герцогства Сорренто не були ні абсолютними, ні спадковими князями, а обиралися громадянами герцогства, в цьому відношенні система уряду гецогства була схожею на республіканські уряди інших морських республік, таких як Амальфі, Піза чи Венеція. Візантійський імператор удостоював обраних правителів Сорренто таких титулів, як консули, іпати та патриції, які, однак, мали лише номінальне значення. Серед небагатьох герцогів, про яких ми маємо відомості, є певний Джованні що в 933 році носив титул Герцог і Консул (лат. Dux et Consul).

## Втрата незалежності
Криза почалася в 1040 році, коли владу прийняв князь Салерно Гваймар IV, який довірив місто своєму братові Гвідо Сорренттському. У 1072 році герцогство перейшло до герцога Неаполя Сергія V, а потім повернулося в руки лангобардів разом із Гізульфом II Салернським. Коли він зазнав поразки від нормандця Роберта Гвіскара в 1077 році, Салернське князівство, а разом з ним і Соррентське герцогство перейшли під нормандський контроль. Незалежність була остаточно втрачена в 1137 році, коли герцогство було включено до нормандського Сицилійського королівства.